# Robyn Grey-Gardner
Robyn Grey-Gardner (* 6. September 1964 im Bundesstaat Victoria) ist eine ehemalige australische Ruderin. 1984 gehörte sie zu der Crew, die die erste olympische Medaille im Frauenrudern für Australien gewann.
Bei den ersten beiden Olympischen Regatten im Frauenrudern 1976 in Montreal und 1980 in Moskau kamen die Siegerinnenboote aus Bulgarien, der DDR, Rumänien und der UdSSR und aus diesen Ländern kamen auch die meisten Medaillengewinnerinnen. Wegen des Olympiaboykotts war von diesen vier Mannschaften nur Rumänien bei den Olympischen Spielen 1984 in Los Angeles dabei. Australische Ruderinnen hatten bis dahin keine olympische Medaille gewonnen. In Los Angeles war neben der Einerruderin Jaqui Marshall ein Vierer mit Steuerfrau dabei, bestehend aus Robyn Grey-Gardner, Karen Brancourt, Susan Chapman, Margot Foster und Steuerfrau Susan Lee. Die Australierinnen belegten im Vorlauf den zweiten Platz hinter den Kanadierinnen und qualifizierten sich mit einem zweiten Platz im Hoffnungslauf hinter dem Boot aus den Vereinigten Staaten für das Finale. Im Finale siegte der Vierer aus Rumänien mit zwei Sekunden Vorsprung vor den Kanadierinnen, dahinter gewannen die Australierinnen mit 0,29 Sekunden vor dem Boot aus den Vereinigten Staaten die Bronzemedaille.
1986 bei den Commonwealth Games in Edinburgh trat Robyn Grey-Gardner in zwei Bootsklassen an. Der australische Vierer mit Marylyn Kidd, Deborah Bassett, Susan Chapman, Robyn Grey-Gardner und Kaylynn Fry gewann die Silbermedaille hinter den Kanadierinnen. Alle Mitglieder des Vierers traten auch mit dem australischen Achter an, der seinen Wettbewerb gewann. Kurz nach den Commonwealth Games fanden in Nottingham die Weltmeisterschaften 1986 statt. Der australische Vierer in der gleichen Besetzung wie bei den Commonwealth Games belegte als Sieger des B-Laufs den siebten Platz.